# Borzęcino (Pommeren)
Borzęcino is een plaats in het Poolse district  Słupski, woiwodschap Pommeren. De plaats maakt deel uit van de gemeente Dębnica Kaszubska en telt 384 inwoners.